# Distretto di Gurbansoltan Eje
Il distretto di Gurbansoltan Eje è un distretto del Turkmenistan situato nella provincia di Daşoguz. Ha per capoluogo la città di Ýylanly.